# Saint-Avit (Tarn)
 Saint-Avit  es una población y comuna francesa, ubicada en la región de Mediodía-Pirineos, departamento de Tarn, en el distrito de Castres y cantón de Dourgne.

## Demografía
| 130 | 143 | 126 | 123 | 135 | 121 |
| Para los censos de 1962 a 1999 la población legal corresponde a la población sin duplicidades (Fuente: INSEE [Consultar]) |     |     |     |     |     |